# Langelot chez le Présidentissime
Langelot chez le Présidentissime est le vingt-neuvième roman de la série Langelot, écrite par le Lieutenant X (Vladimir Volkoff).
Publié en 1978 dans la Bibliothèque verte, ce roman présente une intrigue qui s'inspire des actes d'Idi Amin Dada, président autoproclamé de l'Ouganda de 1971 à 1979. Le tyran du roman évoque également Jean-Bedel Bokassa, qui en décembre 1977 venait de se faire couronner empereur de Centrafrique. Ni l'un ni l'autre de ces dictateurs ne s'est fait désigner par le qualificatif de « Présidentissime ».

## Personnages principaux
- Les Français
  - Langelot : orphelin, agent du Service National d'Information Fonctionnelle (SNIF), blond, 1,68 m, mince, « traits menus mais durs ». Son pseudonyme dans la mission est Carême.
  - Anatole Boudinet (surnommé « Tartempus ») : professeur de lettres classiques, prisonnier d'Ali Aman Dadi.
  - Mlle Chantal Boisguilbert : mannequin de haute-couture, égérie de Casterayne.
  - M. Poustafier : cuisinier et gastronome français, cuisinier en chef des cuisines du Palais de l'Élysée.

- Les Dadiens
  - Ali Aman Dadi : « présidentissime » et dictateur d'un pays africain fictif, « la république Aman Dadienne » ; son titre est « Présidentissime Maréchal Docteur. »
  - Colonel Bobo : aide de camp du président.
  - Docteur Tambara : opposant politique d’Ali Aman Dadi.
  - Bonaventure Tambara : fils du docteur Tambara, prisonnier politique d’Ali Aman Dadi.
  - Makaranatho Xouré : sorcier de village, éminence grise d’Ali Aman Dadi.
  - Jujubo : chef du protocole d’Ali Aman Dadi.
  - Katou : cuisinier personnel d’Ali Aman Dadi.
  - Les « Cent Un » : membres de la garde personnelle d'élite d’Ali Aman Dadi.

## Résumé
Le président Ali Aman Dadi a fait prisonnier un professeur français de lettres classiques, Anatole Boudinet et ne le relâchera qu'à plusieurs conditions :
- le prêt de La Joconde pendant trois jours ;
- les services du chef Poustafier, venant des cuisines de l’Élysée, pendant la même période ;
- un défilé du mannequin Chantal Boisguilbert, égérie de Casterayne ;
- la fourniture de 101 fusils d'assaut Clairons, un temps surnom du FAMAS.

Le président de la République française accepte ces conditions. Langelot, sous la couverture d'un gâte-sauce (commis de cuisine) nommé « Carême », est chargé d'accompagner le groupe de Français. Il dispose d'une liaison avec le SNIF à Paris grâce à une radio spéciale. Langelot est d'autant plus intéressé par la mission qu'Anatole Boudinet avait été son professeur de latin quelques années auparavant, au Lycée Claude-Bernard de Paris.
Arrivés à Alibourg, les Français sont accueillis par le présidentissime Ali Aman Dadi, dont la gaucherie et la bêtise peuvent faire sourire. Langelot, qui ne connaît rien à la haute cuisine, essaie de se faire passer pour un commis de cuisine et de s'acquitter des missions données par Poustafier, le grand chef des cuisines élyséennes.
Aman Dadi et sa garde des Cent Un Sanglants se livrent à un exercice de tir au FAMAS, qui ne laisse personne dans le doute quant à leurs incontestables qualités guerrières.
Les Français sourient moins de l'outrecuidance d'Aman Dadi quand ce dernier leur annonce qu'il garde à son service Poustafier ; qu'il compte épouser Chantal Boisguilbert ; que la Joconde va rester à Alibourg ; qu'enfin le commis de cuisine Carême (Langelot), lui étant inutile, sera renvoyé à Paris. Cette dernière annonce ne fait pas les affaires du jeune agent secret. Soucieux de l'accomplissement de sa mission, il demande la permission de résider à Alibourg. Ravi de cette préférence, le Présidentissime le nomme alors chef-cuisinier de son palais. Le lendemain, Langelot rate les oublies en les salant au lieu de les sucrer : son incompétence est découverte au dessert ; il est envoyé en prison.
En cellule, il fait la connaissance de Bonaventure, le jeune fils du principal opposant politique du Présidentissime. La communication s'avère difficile : Bonaventure ignore la langue française, mais parle le latin, ayant bénéficié de l’enseignement du professeur Boudinet. Langelot échange donc avec lui en latin sommaire et élabore un plan. Il parvient, grâce à une ruse, à s'évader de la prison avec Bonaventure, qui peu après lui présente son père.
Après une discussion avec le vieil homme, Langelot élabore un plan pour sauver ses trois compatriotes des griffes du régime dadien.
Déguisé, sous l'apparence et le masque rituel d'un sorcier africain, Langelot entre en contact avec Aman Dadi, le convainc qu'il est un sorcier et qu'il doit aller au palais présidentiel.
Au palais, Langelot contacte Poustafier, qui refuse lâchement de l'aider. Puis Langelot s'ouvre à Chantal Boisguilbert ; la jeune femme accepte de l'aider. Le plan s'enclenche. Le soir même, la jeune femme fait croire au Présidentissime qu'elle accepte de l'épouser. Sous le charme, le dictateur se rend immédiatement avec elle et avec le "sorcier" (Langelot) à la prison, une fosse aux lions, dans laquelle est reclus Boudinet. Sur place, Langelot endort le Présidentissime avec une seringue hypodermique et l'enchaîne à la place de Boudinet. Puis, il fait passer Boudinet pour le Maréchal-Président. 
Langelot libère ensuite Poustafier et toute l'équipe prendre la fuite en Jeep. In extremis, Langelot récupère la Joconde.
Les quatre Français s'enfuient vers le sud à travers le désert dadien. Leur voiture tombe en panne ; ils sont rattrapés par les Cent Un, la garde présidentielle, menée par Dadi en personne.
Langelot fait alors exploser à distance les fusils FAMAS des militaires ; effrayés, ceux-ci prennent la fuite. Les fusils livrés avaient été piégés en France et Langelot disposait du mécanisme radio permettant leur destruction. S'emparant de l'un des camions des Cent Un, les Français reprennent leur fuite vers le sud. Ils arrivent au pays limitrophe dirigé par le président ami de la France, Andronymos, lequel est donc la Côte-d'Ébène. Ils sont ensuite rapatriés.
Le roman se termine par les remerciements des trois Français à Langelot, à l'occasion d'un dîner donné par le Chef Poustafier.

## Dédicace
Peu de romans de la série font l'objet d'une dédicace. 
Celui-ci est dédicacé « A Jacques R. Leclercq, père (combien spirituel) du Présidentissime. Amitiés et remerciements. Lt X » (Note : Hachette n'utilise pas les majuscules accentuée, d'où l'erreur typographique de la dédicace sur la lettre "À"). Jacques R. Leclercq a dirigé les collections, chez Hachette, étant responsable de la Bibliothèque verte de 1973 à 1988, donc, de la série des Langelot.

## Autour du roman
- Le fusil d'assaut FAMAS, un temps surnommé le « Clairon », est commandé par l'Armée française en 1978, année de parution du livre (les premières livraisons interviennent en 1979).
- Ce livre fournit prétexte à l'emploi d'un abondant vocabulaire culinaire et gastronomique. Il se termine par un dîner de gala, durant lequel le Chef Poustafier, entre autres mets, présente une « truite glacée Vladimir » (page 182 du livre). Il s'agit d'une référence à l'une des recettes du livre de cuisine de Henri-Paul Pellaprat, cité dans le roman, la "truite saumonée glacée Vladimir"[5], ainsi que d'un clin d'œil à l'auteur, Vladimir Volkoff, alias Lieutenant X.
- Page 14, à propos du Premier ministre, le chef Poustafier, dans un commentaire politique, s'est laissé dire « que c'était un arriviste ». En 1978, en France, c'est Raymond Barre qui occupe la fonction de Premier ministre (d'août 1976 à mai 1981), ayant succédé à Jacques Chirac, sans que ce qualificatif lui ait jamais été décerné.
- « Carême », le nom de couverture de Langelot, fait référence à Antonin Carême (1784-1833), enfant abandonné (Langelot est orphelin), qui fut « cuisinier des rois »[6].
- Langelot se souvient de ses années au Lycée Claude-Bernard, où Boudinet tentait de lui apprendre le latin. Vladimir Volkoff a effectué une partie de sa scolarité dans cet établissement du seizième arrondissement de Paris, de 1947 à 1950 (en terminale)[7].

## Éditions
- 1978 - Hachette, Bibliothèque verte (français, version originale), illustré par Maurice Paulin.
- 1980 - Hachette, Bibliothèque verte, illustré par Maurice Paulin.